# Человце (Вељки Кртиш)
Человце (слч. Čelovce) насељено је мјесто са административним статусом сеоске општине (слч. obec) у округу Вељки Кртиш, у Банскобистричком крају, Словачка Република.

## Становништво
| Година:    | 1994. | 2004.    | 2014.   | 2024.   |
| ---------- | ----- | -------- | ------- | ------- |
| Број људи: | 367   | 442      | 447     | 418     |
| Разлика:   |       | +20,43 % | +1,13 % | -6,48 % |

| Година:    | 2023. | 2024.   |
| ---------- | ----- | ------- |
| Број људи: | 424   | 418     |
| Разлика:   |       | -1,41 % |

Према подацима о броју становника из 2011. године насеље је имало 443 становника.